# Deutschlandfunk Nova
Deutschlandfunk Nova (DLF Nova) est la troisième station de radio publique allemande produite par Deutschlandradio.
Deutschlandfunk Nova est diffusée sur DAB+ et diffusion en flux. Contrairement à ses stations sœurs Deutschlandfunk et Deutschlandfunk Kultur elle n'est pas diffusée sur FM.